# Heinrich I. (Abt von Marienstatt)
Heinrich I. ist der vierte Abt der Abtei Marienstatt. Seine Wahl zum Abt fand 1228 statt, sein Abbatiat endete im Jahr 1235, dies ist auf den „Marienstatter Tafeln“ belegt. Während seiner Amtszeit muss der Konvent den gotischen Klosterbau geplant haben, der 1243, also nach Heinrichs Tod, begann. Sein Vorgänger Konrad I. hat den Umzug vom ursprünglichen Siedlungsort am Altenklosterhof bei Neunkhausen vollzogen.